# Chuck Comeau
Chuck Comeau (Mont-real, 17 de setembre de 1979) és bateria de la banda canadenca Simple Plan.
Charles Andre Comeau és el seu nom complet, encara que prefereix que li diguin Chuck (el seu sobrenom). Va estar estudiant dret a la universitat McGill de Mont-real, però va preferir ser músic en acabar la carrera. Va ser el creador de Simple Plan, quan va començar a tocar amb en Sebastien Lefebvre i en Jeff Stinco. Va cercar Pierre Bouvier, que havia estat cantant del grup Reset. Bouvier va fer venir David Desrosiers i així van ser tots els membres de la banda actual. Juntament amb Bouvier escriu les cançons de la banda.

## Influències
Comeau ha estat influenciat per Blink-182, Good Charlotte, Linkin Park, Sugar Ray, The Beach Boys i Guns 'N Roses

## Discografia
Simple Plan
- No Pads, No Helmets...Just Balls (2002)
- Still, Not Getting Any... (2004)
- Simple Plan (2008)
- Get Your Heart On! (2011)
- Taking One for the Team (2016)